# Jerry Lucas
Pour les articles homonymes, voir Lucas.
Jerry Ray Lucas, né le 30 mars 1940 à Middletown (Ohio), est un joueur de basket-ball américain, star des années 1960 aux années 1970. Après une carrière exceptionnelle il a été choisi dans les 50 meilleurs joueurs de l'histoire par la NBA.
Il est un des seuls joueurs à avoir remporté les titres au lycée, à l'université et en NBA.

## High School
Jerry Lucas est originaire de Middletown, une ville de 17.000 habitants, qui est à l'époque la "capitale du basket-ball" de l'Ohio. L'équipe de High School (lycée) remporte titre sur titre. Dans celle-ci, Jerry gagne 76 matchs consécutifs en deux ans, remporte deux titres de champion de l'Ohio (1957-1958) et est élu deux fois meilleur joueur de l'année.

## Université
Il rejoint l'université d'État de l'Ohio : Ohio State University avec laquelle il gagne deux titres de MVP (1960-1961), un titre national NCAA (1960) et trois titres de champion de conférence Big Ten. Les Buckeyes gagnent 78 matchs et en perdent seulement 6 avec lui.

## American BasketBall League
Convoité par la NBA, Jerry Lucas rejoint la ligue rivale, l'American Basketball League (en) et les Cleveland Pipers (en) en 1962 à sa sortie de l'université. Il ne pouvait pas refuser l'offre mirobolante de 40.000 $ du contrat (!). Le propriétaire des Pipers décide au dernier moment de rejoindre la NBA, mais il en est empêché par l'ABL qui le poursuit en justice. Coincé par son contrat, Jerry est obligé d'attendre un an pour rejoindre la NBA et les Cincinnati Royals cette fois.

## NBA
Dès son année rookie (première année en NBA) il réalise des statistiques incroyables : pratiquement 20 points et 20 rebonds de moyenne (17,4 rebonds et 17,7 points). Élu rookie of the year 1964, il est dès sa première année élu au NBA All-Star Game. Et dès sa deuxième année il est réélu au All-Star Game pour y gagner le titre de MVP (meilleur joueur).
Il domine la raquette de 1964 à 1971 au poste d'ailier fort, rivalisant avec les pivots Wilt Chamberlain et Bill Russell.
En 1973, il gagne le titre NBA avec les Knicks.
Dans sa carrière NBA il a réalisé 105 matchs à au moins 20 points et 20 rebonds, le plaçant deuxième dans l'histoire dans cette catégorie derrière Wilt Chamberlain et devant Kareem Abdul Jabbar. Il est un des meilleurs rebondeurs de l'histoire avec 15.7 prises par rencontre, ce qui le place 4e derrière Wilt Chamberlain, Bill Russell et Bob Petit.

## Retraite
Dans les années 1970 Lucas s'est fait remarquer par ses capacités intellectuelles : il a été capable de mémoriser les 500 pages de l'annuaire new-yorkais. Cette aptitude incroyable a fait de lui un objet de curiosité et il a publié plus de 20 livres sur l'art de la mémorisation dont un s'est vendu à plus de 2 millions d'exemplaires (The Memory Book). À la fin des années 1980, il a fondé une association aidant les enfants à développer leurs capacités mémorisatrices.

## Palmarès
High School
- Ohio Player of the Year 1957
- Ohio Player of the Year 1958
- Ohio Championship 1957
- Ohio Championship 1958

Jeux Olympiques
- Médaille d'Or à Rome avec l'équipe américaine 1960

Universitaire
- College Player of the Year 1960

- Most Outstanding Player en 1960 et 1961.
- USBWA men's player of the year award en 1961 et 1962.

NBA
- Rookie of the Year 1964

- MVP du All-Star Game 1965
- All-Star Game 1964, 1965, 1966, 1967, 1968, 1969, 1971
- All NBA Second team 1964, 1967
- All NBA First team 1965, 1966, 1968
- NBA Championship 1973
- Naismith Memorial Basketball Hall of Fame (1980)
- One of 50 Greatest Players in NBA History (1996)

## Statistiques
gras = ses meilleures performances

### Universitaires
Statistiques en université de Jerry Lucas
| Saison    | Équipe     | Matchs | % Tir | % LF | Rbds/m. | Pts/m. |
| --------- | ---------- | ------ | ----- | ---- | ------- | ------ |
| 1959-1960 | Ohio State | 27     | 63,7  | 77,0 | 16,4    | 26,3   |
| 1960-1961 | Ohio State | 27     | 62,3  | 76,4 | 17,4    | 24,9   |
| 1961-1962 | Ohio State | 28     | 61,1  | 79,9 | 17,8    | 21,8   |
| Carrière  | Carrière   | 82     | 62,4  | 77,7 | 17,2    | 24,3   |

### Professionnelles

#### Saison régulière
Légende :
| Champion NBA | Recrue/rookie de la saison | Meilleur joueur de cette catégorie statistique de la saison |

Statistiques en saison régulière de Jerry Lucas
| Saison        | Équipe        | Matchs                                          | Titul.                                          | Min./m                                          | % Tir                                           | % LF                                            | Rbds/m.                                         | Pass/m.                                         | Int/m.                                          | Ctr/m.                                          | Pts/m.                                          |
| ------------- | ------------- | ----------------------------------------------- | ----------------------------------------------- | ----------------------------------------------- | ----------------------------------------------- | ----------------------------------------------- | ----------------------------------------------- | ----------------------------------------------- | ----------------------------------------------- | ----------------------------------------------- | ----------------------------------------------- |
| 1962-1963     | Cincinnati    | Ne joue pas en raison de problèmes contractuels | Ne joue pas en raison de problèmes contractuels | Ne joue pas en raison de problèmes contractuels | Ne joue pas en raison de problèmes contractuels | Ne joue pas en raison de problèmes contractuels | Ne joue pas en raison de problèmes contractuels | Ne joue pas en raison de problèmes contractuels | Ne joue pas en raison de problèmes contractuels | Ne joue pas en raison de problèmes contractuels | Ne joue pas en raison de problèmes contractuels |
| 1963-1964     | Cincinnati    | 79                                              | —                                               | 41,4                                            | 52,7                                            | 77,9                                            | 17,4                                            | 2,6                                             | —                                               | —                                               | 17,7                                            |
| 1964-1965     | Cincinnati    | 66                                              | —                                               | 43,4                                            | 49,8                                            | 81,4                                            | 20,0                                            | 2,4                                             | —                                               | —                                               | 21,4                                            |
| 1965-1966     | Cincinnati    | 79                                              | —                                               | 44,5                                            | 45,3                                            | 78,7                                            | 21,1                                            | 2,7                                             | —                                               | —                                               | 21,5                                            |
| 1966-1967     | Cincinnati    | 81                                              | —                                               | 43,9                                            | 45,9                                            | 79,1                                            | 19,1                                            | 3,3                                             | —                                               | —                                               | 17,8                                            |
| 1967-1968     | Cincinnati    | 82                                              | —                                               | 44,1                                            | 51,9                                            | 77,8                                            | 19,0                                            | 3,1                                             | —                                               | —                                               | 21,5                                            |
| 1968-1969     | Cincinnati    | 74                                              | —                                               | 41,6                                            | 55,1                                            | 75,5                                            | 18,4                                            | 4,1                                             | —                                               | —                                               | 18,3                                            |
| 1969-1970     | Cincinnati    | 4                                               | —                                               | 29,5                                            | 51,4                                            | 71,4                                            | 11,3                                            | 2,3                                             | —                                               | —                                               | 10,3                                            |
| 1969-1970     | San Francisco | 63                                              | —                                               | 36,5                                            | 50,7                                            | 78,6                                            | 14,4                                            | 2,6                                             | —                                               | —                                               | 15,4                                            |
| 1970-1971     | San Francisco | 80                                              | 80                                              | 40,6                                            | 49,8                                            | 78,7                                            | 15,8                                            | 3,7                                             | —                                               | —                                               | 19,2                                            |
| 1971-1972     | New York      | 77                                              | 68                                              | 38,0                                            | 51,2                                            | 79,1                                            | 13,1                                            | 4,1                                             | —                                               | —                                               | 16,7                                            |
| 1972-1973     | New York      | 71                                              | 38                                              | 28,2                                            | 51,3                                            | 80,0                                            | 7,2                                             | 4,5                                             | —                                               | —                                               | 9,9                                             |
| 1973-1974     | New York      | 73                                              | 14                                              | 22,3                                            | 46,2                                            | 69,8                                            | 5,1                                             | 3,2                                             | 0,4                                             | 0,3                                             | 6,2                                             |
| Carrière      | Carrière      | 829                                             | 200                                             | 38,8                                            | 49,9                                            | 78,3                                            | 15,6                                            | 3,3                                             | 0,4                                             | 0,3                                             | 17,0                                            |
| All-Star Game | All-Star Game | 7                                               | 6                                               | 26,1                                            | 54,7                                            | 90,5                                            | 9,1                                             | 1,7                                             | —                                               | —                                               | 12,7                                            |

#### Playoffs
Légende :
| Champion NBA | Meilleur joueur de cette catégorie statistique de la saison |

Statistiques en playoffs de Jerry Lucas
| Saison   | Équipe        | Matchs | Titul. | Min./m | % Tir | % LF  | Rbds/m. | Pass/m. | Int/m. | Ctr/m. | Pts/m. |
| -------- | ------------- | ------ | ------ | ------ | ----- | ----- | ------- | ------- | ------ | ------ | ------ |
| 1964     | Cincinnati    | 10     | —      | 37,0   | 39,0  | 70,3  | 12,5    | 3,4     | —      | —      | 12,2   |
| 1965     | Cincinnati    | 4      | —      | 48,8   | 50,7  | 77,3  | 21,0    | 2,3     | —      | —      | 23,3   |
| 1966     | Cincinnati    | 5      | —      | 46,2   | 47,1  | 77,1  | 20,2    | 2,8     | —      | —      | 21,4   |
| 1967     | Cincinnati    | 4      | —      | 45,8   | 43,6  | 100,0 | 19,3    | 2,0     | —      | —      | 12,5   |
| 1971     | San Francisco | 5      | 5      | 34,2   | 50,6  | 68,8  | 10,0    | 3,2     | —      | —      | 17,8   |
| 1972     | New York      | 16     | 16     | 46,1   | 50,0  | 83,1  | 10,8    | 5,3     | —      | —      | 18,6   |
| 1973     | New York      | 17     | 0      | 21,6   | 48,2  | 87,0  | 5,0     | 2,3     | —      | —      | 7,5    |
| 1974     | New York      | 11     | 0      | 10,5   | 23,8  | —     | 2,0     | 0,8     | 0,4    | 0,0    | 0,9    |
| Carrière | Carrière      | 72     | 21     | 32,9   | 46,7  | 78,6  | 10,0    | 3,0     | 0,4    | 0,0    | 12,4   |

## Pour approfondir
- Liste des meilleurs marqueurs en NBA en carrière.
- Liste des meilleurs rebondeurs en NBA en carrière.
- Liste des joueurs de NBA avec 40 rebonds et plus sur un match.